# Josef Sangl
Josef Sangl (Ingolstadt, 1927) is een Duits componist, dirigent en muziekpedagoog.

## Levensloop
Sangl studeerde aan het Richard-Strauss-Konservatorium te München onder andere muziekpedagogiek, muziektheorie en compositie. Hij werd muziekleraar aan het gymnasium en internaat Abdij van Ettal. 
Als dirigent was hij van 1976 tot 1995 verbonden aan de Musikkapelle Farchant e.V. in de buurt van Garmisch-Partenkirchen. Met deze vereniging verzorgde hij naast optredens in en om Farchant ook concerten in Großrohrheim in de Duitse deelstaat Hessen en in Hannover, de hoofdstad van de Duitse deelstaat Nedersaksen.
Als componist schreef hij werken voor harmonieorkest.

## Composities

### Werken voor harmonieorkest
- Alpenbläser-Messe, voor solisten, gemengd koor en blazers-ensemble
- Alpinada-Ouvertüre
- Ein Lied für Dich, serenade
- Trumpet Dreams